# St Hilda's College

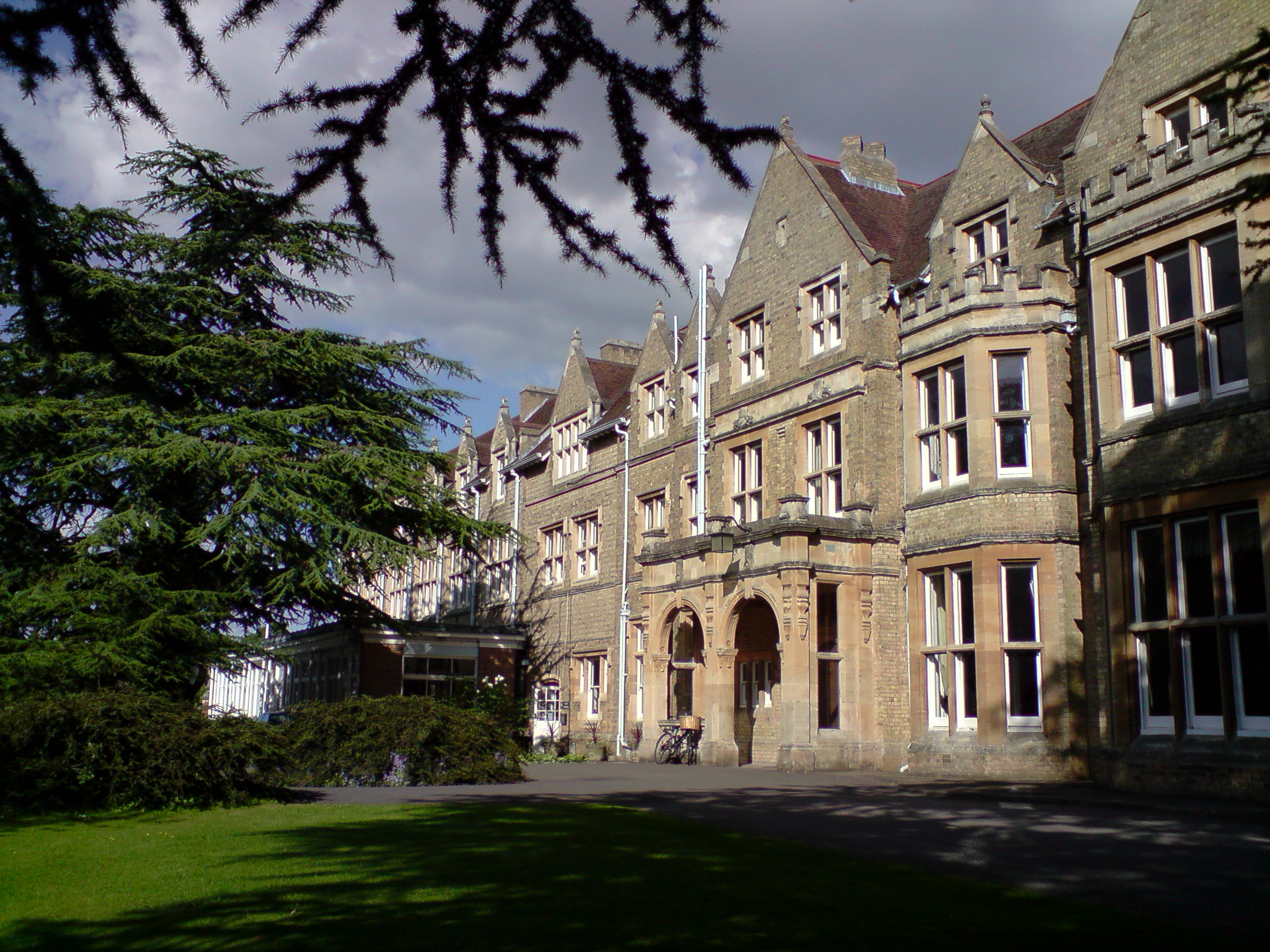
St Hilda's College, södra byggnaden.

St Hilda's College är ett college vid Oxfords universitet i England. Colleget grundades som St Hilda's Hall av pedagogen och suffragetten Dorothea Beale 1893 och uppkallades efter det anglosaxiska helgonet Hilda av Whitby. Det var från grundandet fram till 2008 ett college endast för kvinnliga studerande vid universitetet. Därmed var colleget det sista i Oxford att anta både manliga och kvinnliga studenter. Collegets byggnader ligger i östra Oxford och är det enda Oxfordcolleget som uppförts bortom Magdalen Bridge från stadskärnan sett, vid floden Cherwells östra strand.
Collegets motto är Non frustra vixi, "jag levde inte förgäves".

## Kända medlemmar
Till kända alumner från colleget hör författarna Susanna Clarke, Val McDermid och Barbara Pym, samt feministerna Sheila Rowbotham och Kate Millett.